# Bram Schwarz
Bram Schwarz (* 28. April 1998 in Haarlem) ist ein niederländischer Ruderer, der 2019 Weltmeisterschaftszweiter mit dem Achter war.

## Sportliche Karriere
Bram Schwarz war bereits 2014 bei den Junioren-Weltmeisterschaften dabei und belegte den sechsten Platz im Doppelvierer, bei der Junioren-Weltmeisterschaft 2015 siegte er mit dem Achter. 2016 ruderte Schwarz im Einer und belegte den zweiten Platz bei den Junioreneuropameisterschaften, bei den Junioren-Weltmeisterschaften in Rotterdam ruderte er auf den zehnten Platz. 2017 siegte er mit dem Achter bei den U23-Weltmeisterschaften. Zusammen mit Nicolas van Sprang trat er im gleichen Jahr auch bei den Weltmeisterschaften 2017 in der Erwachsenenklasse an und belegte im Doppelzweier den zwölften Platz.
2018 ruderte Bram Schwarz im Vierer ohne Steuermann. Zusammen mit Bjorn van den Ende, Tone Wieten und Jasper Tissen belegte er den fünften Platz bei den Europameisterschaften in Glasgow, bei den Ruder-Weltmeisterschaften in Plowdiw erreichten die Niederländer den vierten Platz. 2019 wechselten van den Ende, Tissen und Schwarz in den niederländischen Achter. Zu Beginn der Saison 2019 erkämpfte der niederländische Achter bei den Europameisterschaften 2019 in Luzern Bronze hinter den Deutschen und den Briten. Bei den Weltmeisterschaften siegten die Deutschen vor den Niederländern und den Briten. Bei den Europameisterschaften 2020 gewann er mit dem niederländischen Achter die Bronzemedaille hinter den Booten aus Deutschland und Rumänien. Im Jahr darauf siegten die Briten bei den Europameisterschaften in Varese vor den Rumänen und den Niederländern. Bei den Olympischen Spielen in Tokio belegte der niederländische Achter den fünften Platz.